# کارن کوندازیان
کارن کوندازیان (انگلیسی: Karen Kondazian؛ زادهٔ ۲۷ ژانویهٔ ۱۹۵۰) یک بازیگر، و رمان‌نویس ارمنی‌تبار اهل ایالات متحده آمریکا است.

## بخشی از فیلمشناسی
از فیلم‌ها یا برنامه‌های تلویزیونی که وی در آن نقش داشته‌است می‌توان به آثار زیر اشاره کرد.
- کبرا (فیلم ۱۹۸۶) (۱۹۸۶)
- ساعت آبی‌رنگ (فیلم ۲۰۰۷) (۲۰۰۷)
- دیوید ال. ولپر (۱۹۷۲)
- سگ باسکرویل (۱۹۷۲)
- خانواده والتون (مجموعه تلویزیونی) (۱۹۷۳)
- مرخصی فریس بولر (۱۹۹۰)
- بی‌واچ (۱۹۹۲)
- فریژر (۲۰۰۰)
- جیمز دین (فیلم) (۲۰۰۱)